# Les Bicyclettes de Belsize
Albums de Mireille Mathieu
Una canzone
(1968) C'est à Mayerling
(1968)
 Les Bicyclettes de Belsize  est une chanson de Mireille Mathieu sortie en 1968. Cette chanson est la version française de la chanson du même titre du chanteur britannique Engelbert Humperdinck.